# Erylus papillatus
Erylus papillatus är en svampdjursart som beskrevs av Topsent 1927. Erylus papillatus ingår i släktet Erylus och familjen Geodiidae. Inga underarter finns listade i Catalogue of Life.